# أولريش ويلسون
أولريش ويلسون (بالهولندية: Ulrich Wilson)‏ (5 مايو 1964 سورينام - ) هو لاعب كرة قدم هولندي يلعب كمدافع.